# 鈴木大輔 (実業家)
鈴木 大輔（すずき だいすけ、1973年 - ）は、日本Linux協会会長。有限会社ヴァインカーブ代表取締役社長。

## 概要
1973年石川県小松市生まれ。 北陸先端科学技術大学院大学博士前期課程を修了後、 大手電気メーカー、 外資系コンピュータメーカー、Linux系企業を経て、1998年にProject Vineを設立し副代表に就任し、翌年の1999年に代表に就任。 2001年に有限会社ヴァインカーブを友人と設立。代表取締役に就任。石川県在住。

## 主な役職
- 1998年に日本Linux協会を設立し、理事に就任後副会長および会長を歴任し、 2010年6月に一般社団法人化。会長に就任。
- 2014年7月にスマートセキュアジャパン株式会社チーフアーキテクトに就任。
- 2017年7月から株式会社Bizitsパートナーズの創業に参画し、取締役CTOに就任。